# Tracy Pollan
Tracy Jo Pollan (Long Island, 22 de junho de 1960) é uma atriz estadunidense. Ela é casada com o astro da trilogia De Volta para o Futuro, o ator Michael J. Fox. Ela conheceu seu futuro marido durante as filmagens do seriado Family Ties, quando sua personagem era namorada do personagem do ator.